# Ardisia conraui
Espèce
Synonymes
- Afrardisia conraui (Gilg) Mez[1]
- Afrardisia ledermannii Gilg & Schellenb.[1]
- Afrardisia rosacea Gilg & Schellenb.[1]

Ardisia conraui Gilg est une espèce de plantes à fleurs de la famille des Primulaceae et du genre Ardisia. C'est un arbuste présent en République démocratique du Congo (province de Sankuru) et à l'ouest du Cameroun.

## Étymologie
Son épithète spécifique conraui rend hommage à Gustav Conrau, collecteur de plantes au Cameroun entre 1896 et 1899.

## Utilisation
Son écorce est utilisée à des fins médicinales dans l'ouest du Cameroun.